# Jeroen Brouwers
Pour les articles homonymes, voir Brouwers.
Jeroen Brouwers, né le 30 avril 1940 à Batavia dans les Indes néerlandaises et mort le 11 mai 2022 à Maastricht (Limbourg), est un journaliste, écrivain et essayiste néerlandais.

## Biographie
Jeroen Brouwers est le quatrième enfant de Jacques Theodorus Maria Brouwers (1903-1964), comptable dans une étude d'architectes, et de Henriëtte Elisabeth Maria van Maaren (1908-1981). Installés aux Indes orientales néerlandaises, ils eurent un second fils.
Après l'invasion japonaise en 1943 et la capitulation de l'Armée royale des Indes néerlandaises (KNIL), son père est transporté dans un camp de concentration de la région de Tōkyō. Jeroen, sa grand-mère, sa mère et sa sœur, sont d'abord internés dans le camp japonais de Kramat, puis dans le camp de Tjideng, dans un quartier suburbain de Batavia. Ses grands-parents n'ont pas survécu à leur détention dans les camps.
La guerre terminée, la famille se réunit et déménage à Balikpapan, sur l'île de Bornéo (aujourd'hui Kalimantan). En 1947, Henriëtte Brouwers et ses enfants reprennent le bateau pour les Pays-Bas et y sont rejoints en 1948 par le père de Jeroen.
Jusqu'en 1950, Jeroen vit avec ses parents. À dix ans, il est placé dans divers pensionnats catholiques car il aurait été un enfant indiscipliné : il aurait eu du mal à se plier aux contraintes de la société néerlandaise après la liberté qu'il avait connue en Indonésie.
Ses parents déménagent à Delft, où il obtient en 1955 son diplôme d'enseignement secondaire (MULO).
De 1958 à 1961, Jeroen Brouwers effectue son service militaire et devient quartier-maître du Service des Renseignements de la Marine (MARID). Après sa conscription, il travaille en 1961 à Nimègue en tant que journaliste stagiaire au sein du groupe de presse De Gelderlander. Il fait également partie de la rédaction du journal militaire Salvo.
En 1962, il est embauché par la Geïllustreerde Pers d'Amsterdam. Il fait partie de la rédaction du journal Romance (devenu plus tard Avenue). De 1964 à 1976, Brouwers travaille à Bruxelles en tant que secrétaire de rédaction et plus tard comme rédacteur en chef aux éditions Manteau. De 1968 à 1971, il habite avec sa famille à Vossem (Tervuren) et, plus tard, à la Huize Krekelbos à Rijmenam (commune de Bonheiden, près de Malines). C'est à cette époque que ses deux fils sont nés : Daan Leonard (1965-2006) et Pepijn (1968).
Après plusieurs différends avec Julien Weverbergh, le directeur des Éditions Manteau, Brouwers démissionne. À partir de ce moment, il se voue complètement à sa carrière d'écrivain. Après avoir habité quelque temps à Warnsveld près de Zutphen, il emménage à la Huize Louwhoek à Exel près de Lochem, où naît sa fille Anne en 1980. En 1991, Jeroen Brouwers déménage pour s'établir sur une péniche à Uitgeest, puis repart en août 1993 en Belgique, à Zutendaal, dans le Limbourg belge.
En 1992, Jeroen Brouwers reçoit l'ordre du Lion flamand, puis est fait chevalier dans l'ordre de la Couronne en 1993.

## Prix littéraires
Outre de nombreux prix littéraires belges et néerlandais, Jeroen Brouwers remporte, en 1995, le prix Femina étranger pour son roman Rouge décanté (Bezonken rood). En 2007, on lui décerne le prestigieux Prix des lettres néerlandaises, mais il le refuse.

## Œuvre
- Zonder onderschriften (sans date)
- 1964 - Het mes op de keel (récits)
- 1967 - Joris Ockeloen en het wachten (roman)
- 1968 - De toteltuin (récits)
- 1969 - Groetjes uit Brussel (récits)
- 1973 - Zonder trommels en trompetten (nouvelle)
- 1975 - Zachtjes knetteren de letteren. Een eeuw Nederlandse literatuurgeschiedenis in anekdoten (histoire anecdotique de la littérature néerlandaise)
- 1977 - Zonsopgangen boven zee (roman)
- 1977 - Klein leed (récits)
- 1978 - Mijn Vlaamse jaren (mémoires)
- 1979 - De nieuwe Revisor (pamphlet)
- 1979 - Kladboek (essais)
- 1979 - Het verzonkene (roman) L'Eden englouti, traduit par Patrick Grilli, Paris, Gallimard, coll. « Du monde entier », 1998  (ISBN 2-07-074518-X)
- 1980 - De bierkaai. Kladboek 2 (essais)
- 1981 - Bezonken rood (roman) Rouge décanté, traduit par Patrick Grilli, Paris, Gallimard, coll. « Du monde entier », 1995  (ISBN 2-07-073118-9) ; réédition, Paris, Gallimard, coll. « Folio » no 2967, 1997  (ISBN 2-07-040200-2)
- 1981 - Et in Arcadia ego (récit)
- 1982 - De spoken van Godfried Bomans (essai)
- 1982 - Alleen voor Vlamingen (essais)
- 1982 - Es ergo sum (essai)
- 1983 - Verhalen en levensberichten (récits)
- 1983 - Zonder onderschriften (pièce de théâtre)
- 1983 - De laatste deur (essai)
- 1984 - Winterlicht (roman)
- 1986 - Hélène Swarth: haar huwelijk met Frits Lapidoth, 1894-1910 (essai)
- 1986 - De sprong (nouvelle)
- 1986 - Hij is reeds aan de overzijde (recueil de nécrologies)
- 1987 - Kroniek van en karakter. Deel 1 (1976-1981) 'De Achterhoek' (lettres)
- 1987 - Kroniek van een karakter. Deel 2 (1982-1986 'De oude Faust' (lettres)
- 1987 - De schemerlamp van Hélène Swarth (essai)
- 1988 - Sire, er zijn geen Belgen (essai dans le cadre de la Semaine du Livre)
- 1988 - De zondvloed (roman)
- 1989 - Het tuurtouw (essai)
- 1990 - Zomervlucht (roman)
- 1991 - Het vliegenboek. Kladboek 3 (essais)
- 1993 - Het is niets (essai)
- 1993 - Verwoeste levens
- 1994 - Het circus der eenzaamheid. Kladboek 4 (essais)
- 1994 - Vlaamse leeuwen (essais)
- 1995 - Adolf & Eva & de Dood (essais)
- 1995 - Oefeningen in nergens bijhoren (essai)
- 1996 - Het aardigste volk ter wereld: Willem Frederik Hermans in Brussel. Bijdrage aan zijn biografie
- 1996 - De vervulling (récits)
- 1998 - Alles is iets (fragments de journal, lettres)
- 1998 - De verliefden, hommage aan Fernand Victor Toussaint van Boelaere, 50 jaar na overlijden
- 1998 - Een beroemde naamgenoot
- 1998 - Terug thuis, verhalen, leerervaringen, voetnoten
- 1999 - Al dat papier
- 1999 - De zwarte zon, essays over zelfmoord en literatuur in de 20e eeuw
- 2000 - Geheime kamers (roman)
- 2001 - Papieren levens
- 2001 - Zachtjes knetteren de letteren. Literaire anekdoten - herziene en uitgebreide editie (édition revue et augmentée)
- 2004 - Stoffer en blik
- 2005 - De schemer daalt
- 2006 - In het midden van de reis door mijn leven (Oerboek)
- 2007 - De stilte bestaat uit zoveel antwoorden (correspondance avec Gerrit Komrij)
- 2007 - Datumloze dagen (roman) Jours blancs, traduit par Daniel Cunin, Paris, Gallimard, coll. « Du monde entier », 2013  (ISBN 978-2-07-012350-6)
- 2008 - Liefste in de verte (récits)
- 2009 - Sisyphus' bakens. Vloekschrift. (Feuilletons 8)
- 2009 - Een nieuw Requiem (texte théâtral, avec des dessins de Roger Raveel et un CD des I Solisti del Vento)
- 2010 - Hamerstukken - Alle polemieken en korzeligheden
- 2010 - De Indiëromans, volume réunissant les romans Het verzonkene, Bezonken rood et De zondvloed
- 2011 - Gezichten, gestalten (portraits littéraires)
- 2011 - De jaargetijden, volume réunissant les nouvelles et romans Voorjaarsmoeheid, Zomervlucht, Warme herfst et Winterlicht
- 2011 - Bittere bloemen (roman)
- 2011 - BDE: bijna-doodervaring (texte théâtral)
- 2012 - Restletsels (Feuilletons 9)
- 2013 - Onnoemelijk geluk (récits)
- 2014 - Het hout (roman) Le Bois, traduit par Bertrand Abraham, Paris, Gallimard, coll. « Du monde entier », 2020  (ISBN 978-2-07-272024-6)
- 2014 - Correspondentie 1980-1986 (correspondance avec Gerrit Komrij)
- 2017 - De laatste deur. Deux tomes. Cinquième éditée révisée de la 1re édition de 1983, assorti d'un supplément.
- 2018 - De Zondvloed jubileumeditie (roman)
- 2018 - Laatste plicht, terugdenken aan Hans Roest (Feuilletons 10)
- 2018 - Feuilletons, een selectie uit tien afleveringen (Feuilleton)
- 2019 - Verguld met deze cappa (Allocution de remerciement lors du décernement d'un doctorat honoris causa)
- 2020 - Cliënt E. Busken (roman)